# زنده ماندن (فیلم)
زنده ماندن (انگلیسی: Staying Alive) فیلمی موزیکال به کارگردانی سیلوستر استالونه است که در سال ۱۹۸۳ منتشر شد. این فیلم دنبالهٔ تب شنبه شب (۱۹۷۹) است.

عنوان این فیلم برگرفته از آهنگی به همین نام از گروه بی جیز است که از آن به عنوان آهنگ تم برای فیلم تب شنبه شب و در صحنه پایانی این فیلم استفاده شده است.

## بازیگران
- جان تراولتا
- سینتیا رودس
- کرتوود اسمیت
- فرانک استالونه
- پاتریک سوویزی
- سیلوستر استالونه